# Artuma
Artuma est l’un des 29 woredas de la région Afar, en Éthiopie.